# Avant l'aurore (court métrage)
 (septembre 2024).
Si vous êtes l’auteur de ce texte, vous êtes invité à donner votre avis ici. À moins qu’il soit démontré que l’auteur de la page autorise la reproduction et que ce contenu soit compatible avec les principes fondateurs de Wikipédia, cette page sera supprimée ou purgée au bout d’une semaine maximum. En attendant le retrait de cet avertissement, veuillez ne pas réutiliser ce texte.
Pour les articles homonymes, voir Avant l'aurore et Before Dawn.
Avant l'aurore (Before Dawn) est un court métrage hongrois réalisé par Bálint Kenyeres, sorti en 2005. Il fut nommé au Festival de Cannes 2005 pour la Palme d'or du meilleur court-métrage.  

## Synopsis
(septembre 2024).
Si vous êtes l’auteur de ce texte, vous êtes invité à donner votre avis ici. À moins qu’il soit démontré que l’auteur de la page autorise la reproduction et que ce contenu soit compatible avec les principes fondateurs de Wikipédia, cette page sera supprimée ou purgée au bout d’une semaine maximum. En attendant le retrait de cet avertissement, veuillez ne pas réutiliser ce texte.
Avant la naissance de l'aube, le blé ondule silencieusement sous les collines. Un camion entre en scène, un "camion hors-la-loi" qui ne tardera pas à se faire rattraper au milieu de ce calme paysage de campagne… Avant la naissance de l'aube, rien ne bouge, tout est calme. Qui y survivra ?

## Fiche technique
- Titre : Avant l'aurore
- Titre original : Before Dawn
- Réalisation : Bálint Kenyeres
- Scénario : Bálint Kenyeres
- Pays d'origine : Hongrie
- Format : Couleurs - Cinémascope - 35mm
- Durée : 13 minutes

## Distribution
- Sándor Badár
- János Kalmár
- Lajos Kovács

## Distinctions
- Prix du cinéma européen - Prix du meilleur court-métrage 2006
- Festival du film de Sundance - Prix du meilleur court-métrage (mention d'honneur) 2006
- FanTasia - Prix du meilleur court-métrage international 2006
- Festival Internacional de Curtas de Belo Horizonte - Prix du meilleur court-métrage international - 2005